# DOOM (словарь)
Орфографический, орфоэпический и морфологический словарь румынского языка (рум. Dicționarul ortografic, ortoepic și morfologic al limbii române, DOOM) — румынский нормативный словарь, изданный Лингвистическим институтом «Йоргу Иордана - Александру Розетти» Румынской академии. Его первое издание было опубликовано в 1982 г. объемом 59 500 слов, а второе издание — в 2005 г. — 62 000 слов.

## Описание
Первое издание словаря (DOOM) было опубликовано в 1982 году Издательством Академии Социалистической Республики Румынии в Бухаресте. Второе издание словаря DOOM2 — появилось 15 июня 2005 по инициативе академика Евгения Симиона, президента Румынской Академии.
Словарь предназначен для всех, кто хочет выразить себя письменно и устно в соответствии с действующими лингвистическими и литературными нормами современного румынского языка, а также является руководством для школьников, студентов, учителей, авторов книг, специалистов в области письменной и аудиовизуальной прессы, переводчикам.
DOOM2 (второе издание), вышедшее в 2005 году, содержит более 62 000 слов, что на 2 500 слов больше, чем в первом издании. Новые и измененные слова помечаются отличительным знаком: новые введенные слова отмечаются звездочкой (*), а измененные слова отмечены восклицательным знаком (!).
DOOM3 (третье издание), вышедшее в 2021 году, содержит около 64 500 слов. Новые введенные слова отмечаются плюсом (+), а измененные слова отмечены восклицательным знаком (!).